# 対馬要塞
対馬要塞（つしまようさい）とは、対馬の防備のため設置された大日本帝国陸軍の要塞（沿岸要塞）である。

## 概要

### 対馬警備隊の時代
対馬中央部の浅茅湾（浅海湾）竹敷地区は海軍の拠点であり、対馬要塞は竹敷の海軍施設に対する外海からの攻撃を防ぐ目的で建設された。そのため、初期の対馬要塞に設置された砲台は浅茅湾に集中している。1887年（明治20年）4月から工事が開始され、巨文島事件などを受けて他より優先されたもので、東京湾要塞に次いで日本で2番目に建設された要塞となった。1888年（明治21年）10月までに4砲台が竣工し、日清戦争を迎えた。
日清戦争後に対馬要塞の防備は強化され、浅茅湾に加え、三浦湾・舟志湾でも砲台の設置が計画された。浅茅湾では四十八谷砲台・大平高砲台・城山砲台・城山付属堡塁が、三浦湾では姫神山砲台・折瀬ヶ鼻砲台が、舟志湾では根緒堡塁・上見坂堡塁が着工し、日露戦争前の1903年（明治36年）3月までに完成した。
日露戦争中、バルチック艦隊に備えて浅茅湾の防御を強化するため、郷山砲台・樫岳砲台・多功崎砲台・廻砲台の建設に着手したが、廻砲台の工事は中止された。

### 対馬要塞司令部の時代
1920年（大正9年）に対馬警備隊司令部は対馬要塞司令部に改められ、司令部は厳原に置かれた。対馬警備歩兵大隊は廃止になり、対馬重砲兵大隊は鶏知重砲兵大隊となった。重砲兵大隊は3個中隊の編制であったが、1922年（大正11年）に1個中隊を減じた。
日露戦争後、対馬要塞の整備はしばらく行われなかったが、1924年（大正13年）9月の竜ノ崎第1砲台着工を皮切りに再び砲台の新設が行われるようになる。従来の砲台は射程が短く（口径が最も大きい28センチりゅう弾砲でも射程はわずか7800メートルであった）要塞の役割は港湾の防衛に限定されていた。しかし、竜ノ崎第1砲台以降に建設された比較的新しい砲台（一部の砲台には海軍から移管された戦艦主砲用の大口径砲が設置された）は射程が長く、対馬周辺の海域を航行する敵艦艇への攻撃や、壱岐要塞との連携による対馬海峡の制圧が可能になった。この時期に建設された砲台のうち、特筆すべきは対馬北端の豊砲台である。豊砲台にはワシントン海軍軍縮条約によって建造が中止された戦艦「土佐」の主砲塔を転用した40センチカノン砲が設置されたが、この砲は日本軍の要塞で運用された最大の砲だった。また、新たな砲台の設置に伴い、初期の砲台は一部を除いて廃止・除籍されている。
1936年（昭和11年）に、鶏知重砲兵大隊は2個中隊のまま鶏知重砲兵連隊となった。
1939年（昭和14年）には、対馬要塞司令部と鶏知重砲兵連隊が配置されていた。11月10日の時点の人員は戦闘員452名（定員に対する不足76人）、非戦闘員69名（定員に対する不足1人）で、他に馬11頭がいた。非戦闘員のうち20名は鶏知陸軍病院に勤務していた。
1941年（昭和16年）7月、関東軍特種演習（関特演）にともなう動員令が出され、対馬要塞の部隊は戦時編制に移行した。鶏知重砲兵連隊は対馬要塞重砲兵連隊となって兵力を数倍に増し、平時に休眠状態だった各砲台に部隊を配備した。対馬要塞防空隊（2個中隊）と、第66要塞歩兵隊（4個中隊）も編成された。この態勢で12月に太平洋戦争に突入した。
第66要塞歩兵隊は、1943年（昭和18年）9月28日に、復帰（解散）した。
戦争中、対馬付近には潜水艦が出没して日本の貨物船を攻撃したが、対馬要塞に対する攻撃はなかった。対馬海峡の防衛拠点として日本本土の沿岸要塞の中でも重要なものとしてみなされていた対馬要塞であったが、結局本格的な戦闘は一度も経験することなく1945年8月に敗戦を迎え、年内に部隊は復員（解散）した。

## 年譜
- 1887年（明治20年）
  - 4月 温江砲台・大平砲台・芋崎砲台着工
  - 9月 大石浦砲台着工
- 1888年（明治21年）
  - 8月 温江砲台・大平砲台竣工
  - 10月 大石浦砲台・芋崎砲台竣工
- 1898年（明治31年）
  - 8月 四十八谷砲台着工
  - 10月 大平高砲台着工
- 1899年（明治32年）
  - 11月7日 対馬要塞砲兵大隊が事務を開始[10]。
- 1900年（明治33年）
  - 2月 姫神山砲台着工
  - 3月 四十八谷砲台竣工
  - 4月 城山砲台・城山付属堡塁着工
  - 4月9日 対馬要塞砲兵大隊が下県郡鶏知村に移転[11]。
  - 12月 折瀬ヶ鼻砲台着工
- 1901年（明治34年）
  - 8月 根緒堡塁・上見坂堡塁着工
  - 10月 大平高砲台竣工
  - 11月 城山砲台・城山付属堡塁・姫神山砲台竣工
- 1902年（明治35年）
  - 4月 折瀬ヶ鼻砲台竣工
  - 11月 上見坂堡塁竣工
- 1903年（明治36年）
  - 3月 根緒堡塁竣工
- 1904年（明治37年）
  - 8月 郷山砲台着工
  - 9月 樫岳砲台着工
- 1905年（明治38年）
  - 2月 多功崎砲台着工
  - 10月 郷山砲台竣工
- 1906年（明治39年）
  - 2月 樫岳砲台竣工
  - 5月 多功崎砲台竣工
- 1920年（大正9年）
  - 8月9日 対馬警備隊司令部を改編し対馬要塞司令部を設置。
- 1924年（大正13年）
  - 9月 竜ノ崎第1砲台着工
- 1929年（昭和4年）
  - 3月 竜ノ崎第1砲台竣工
  - 5月 豊砲台着工
- 1933年（昭和8年）
  - 8月 竜ノ崎第2砲台着工
- 1934年（昭和9年）
  - 3月 豊砲台竣工
  - 6月 海栗島砲台着工
  - 7月 郷崎砲台着工
  - 9月 大崎山砲台着工
- 1935年（昭和10年）
  - 10月 海栗島砲台竣工
- 1936年（昭和11年）
  - 3月 竜ノ崎第2砲台竣工
  - 7月 棹崎砲台着工
  - 8月 大崎山砲台竣工
  - 11月 豆酸崎砲台着工
  - 12月 郷崎砲台竣工
- 1937年（昭和12年）
  - 5月 竹崎砲台着工
  - 6月 西泊砲台着工
- 1938年（昭和13年）
  - 3月 棹崎砲台竣工
  - 9月 竹崎砲台竣工
  - 10月 西泊砲台竣工
- 1939年（昭和14年）
  - 1月 豆酸崎砲台竣工

## 主要な施設

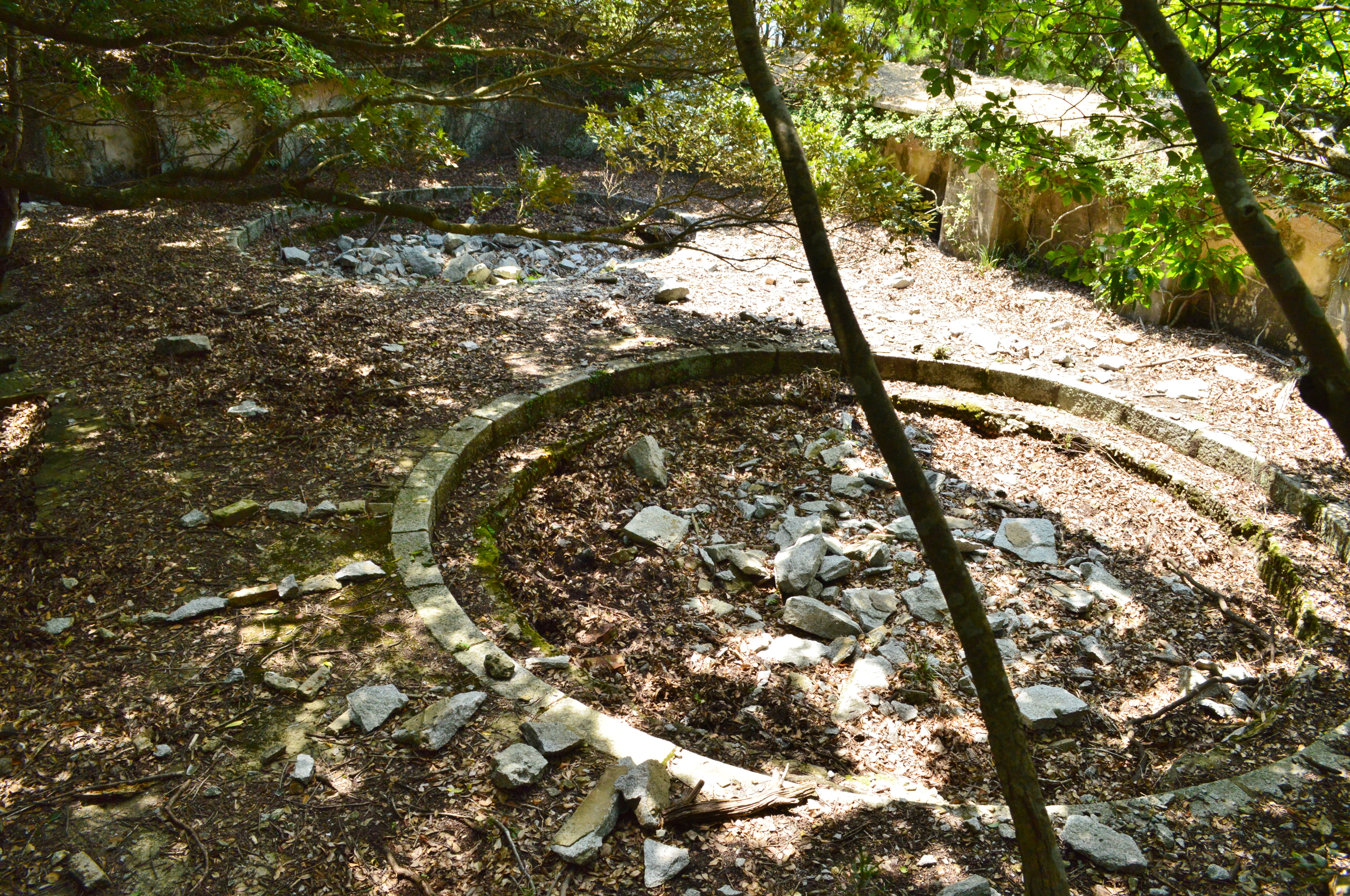
城山砲台跡

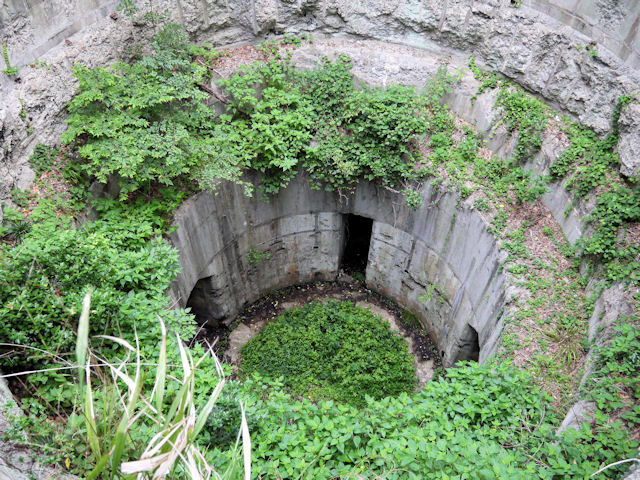
豊砲台跡

- 芋崎砲台
- 温江砲台
- 大石浦砲台
- 四十八谷砲台
- 城山砲台
- 城山付属堡塁
- 折瀬ヶ鼻砲台
- 姫神山砲台
- 多功崎砲台
- 根緒堡塁
- 上見坂堡塁
- 樫岳砲台
- 大平高砲台
- 大平砲台 → 大平低砲台
- 竜ノ崎第1砲台
- 竜ノ崎第2砲台
- 豊砲台
- 棹崎砲台
- 海栗島砲台
- 竹崎砲台
- 西泊砲台
- 郷崎砲台
- 郷山砲台
- 大崎山砲台
- 豆酸崎砲台

## 歴代司令官
対馬警備隊司令官
対馬要塞司令官
- 西原茂太郎 少将：1920年8月9日 - 1921年7月20日[12]
- 古田喜久哉 少将：1921年7月20日 - 1922年8月15日[13]
- 鈴木彦三郎 少将：1922年8月15日 -
- 冨家政市 少将：1924年2月4日 -
- 野本弥三郎 少将：1925年5月1日 -
- 高木茂 少将：1926年3月2日 -
- 本城嘉守 少将：1927年7月26日 -
- 瀧原三郎 少将：1928年3月8日 -
- 垣内豊輔 少将：1929年3月16日 -
- 山田卯三男 少将：1930年8月1日 - 1932年8月8日[14]
- 大内収多 少将：1932年8月8日 -
- 高橋勘二 少将：1933年8月1日 -
- 大久保雄賢 少将：1934年12月10日 -
- 藤井貫一 少将：1936年12月1日 -
- 後藤十郎 少将：1937年11月1日 -
- 岩倉卯門 少将：1938年7月15日 -
- 古賀龍太郎 少将：1940年8月1日 -
- 鈴木敏行 少将：1942年2月3日 -
- 今村貞治 少将：1943年6月10日 -
- 川口清健 予備役少将：1945年3月1日 -
- 長瀬武平 予備役中将：1945年4月15日 -